# Mariliasuchus
Genre
Espèces de rang inférieur
- † Mariliasuchus amarali Carvalho et Bertini[1], 1999 (espèce type)
- † Mariliasuchus robustus Nobre et al., 2007

Mariliasuchus est un genre éteint de crocodyliformes, un clade qui comprend les crocodiliens modernes et leurs plus proches parents fossiles. Il est rattaché au sous-ordre des Notosuchia (ou notosuchiens en français),.
Deux espèces sont assignées au genre : 
- Mariliasuchus amarali, l'espèce type, décrite par Souza Carvalho et Reinaldo J. Bertini en 1999[1] ;
- Mariliasuchus robustus décrite par Nobre et ses collègues en 2007[4].

## Étymologie
Son nom de genre Mariliasuchus combine le nom de la ville de Marília dans l'État de São Paulo au Brésil près de laquelle les fossiles ont été découverts, et le mot du grec ancien Soũkhos, « crocodile » pour donner « crocodile de Marilia ».
Le nom d'espèce amarali honore le naturaliste brésilien Sérgio Estanislaw do Amaral.

## Découverte et datation

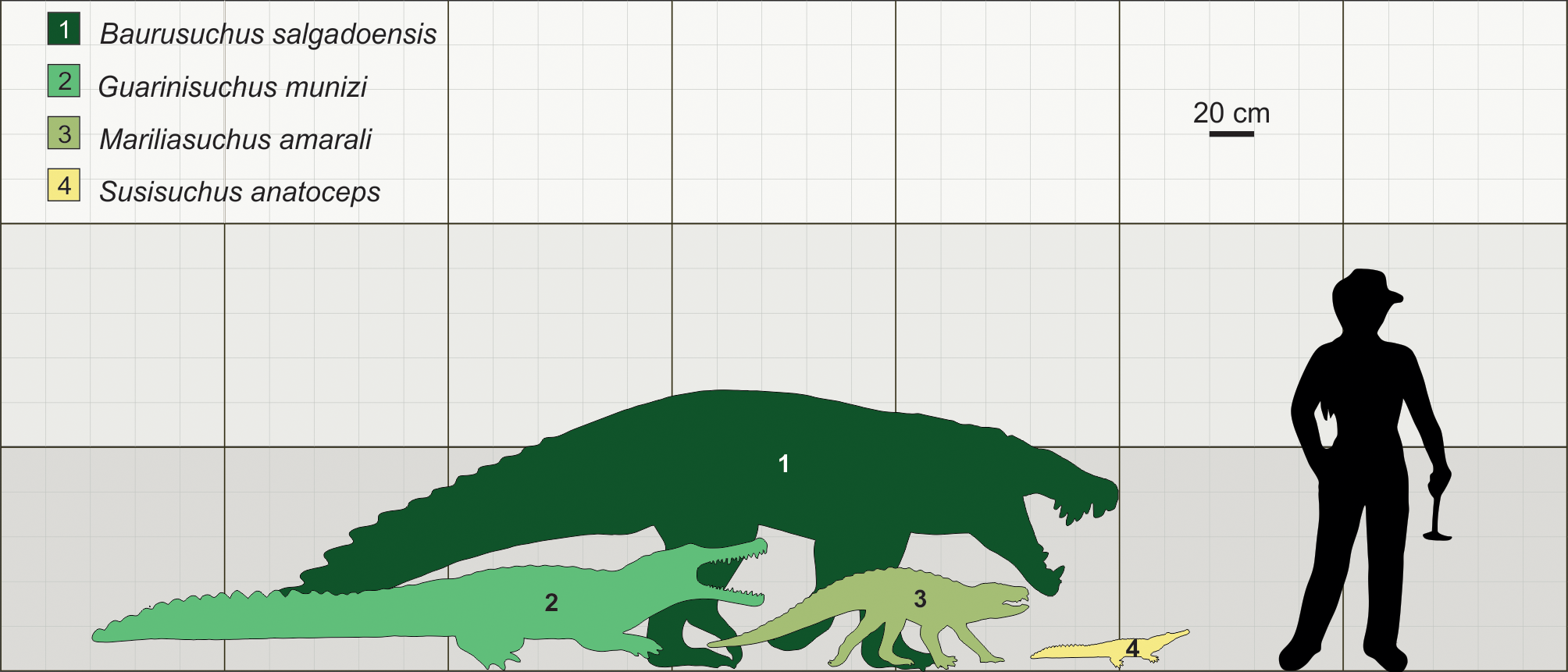
Tailles comparées de 4 crocodylomorphes
du Crétacé du Brésil.

Plusieurs spécimens de M. amarali ont été découverts dans le sud du Brésil près de la ville de Marília. L'holotype, référencé UFRJ DG 105-R, est constitué d'un squelette articulé partiel, incluant un crâne presque complet et un squelette post-crânien partiel. Il appartient à un juvénile. Près de lui ont été découverts des œufs, des coquilles d’œufs, et des coprolithes.
Les deux espèces proviennent de la partie supérieure de la formation géologique d'Adamantina du Crétacé supérieur dont l'âge plus précis est discuté entre le Turonien et le Maastrichtien. Selon Judd A. Case en 2017, la formation daterait du Maastrichtien (au sommet du Crétacé supérieur), soit il y a environ entre 72,2 et 66,0 millions d'années.

## Description
Les dents à l'arrière de la mâchoire ont une forme bulbeuse et une section transversale circulaire, une morphologie que l'on ne retrouve que chez un seul autre notosuchien, Morrinhosuchus, provenant d'ailleurs de la même formation géologique.

## Paléobiologie
Comme la plupart des Crocodyliformes et à la différences des crocodiliens modernes, Mariliasuchus, était un animal terrestre. Ses narines sont situées à l'avant de son museau, à la différence des crocodiles actuels qui les portent sur la partie supérieure du crâne, leur permettant ainsi de respirer même lorsque l'animal est presque entièrement immergé. Il en est de même pour ses yeux qui offrent une vision horizontale et non tournée vers le haut comme chez les crocodiles modernes.
Sa dentition est hétérodonte, différenciée en dents en forme d'incisives, de canines, de prémolaires et de molaires. De façon surprenante les incisives pointent horizontalement vers l'avant. En 2002, Vasconcellos et ses collègues ont comparé cette denture avec celles des porcs actuels, indiquant qu'ils auraient pu avoir des comportements alimentaires semblables. Les traces d'insertions musculaires des muscles des mâchoires sont larges, prouvant une forte capacité des mandibules.
Les études ontogénétiques de Vasconcellos et Carvalho en 2006 montrent que durant sa croissance, le crâne de M. amarali devient à la fois plus court et plus résistant, tout en se comprimant latéralement. À l'âge adulte les orbites deviennent plus rondes.
Le squelette post-crânien de Mariliasuchus amarali montre un mélange, d'une part de caractères du Crocodyliformes terrestre Notosuchus et, d'autre part, des eusuchiens dont ceux des crocodiles actuels. Pedro Henrique Nobre et Ismar de Souza Carvalho en ont déduit en 2013 que Mariliasuchus n'avait pas une posture érigée ou semi-érigée, mais plutôt celle des crocodiles d'aujourd'hui.
Des œufs attribués à Mariliasuchus ont été retrouvés sur le même site que les restes fossiles. Ses œufs au nombre de quatre sont regroupés dans ce qui parait être un nid. Comme trois autres genres de notosuchiens/ziphosuchiens du Crétacé sud-américain : Yacarerani, Pissarrachampsa et Baurusuchus, ces animaux semblent avoir pondu sur des aires de nidification, chaque nid ne contenant que 4 ou 5 œufs. C'est une différence notable avec d'autres groupes proches, comme les Dryosauridae, les Atoposauridae et le groupe des crocodiles modernes, qui pondent une grande quantité d’œufs. Ceci pourrait indiquer que ces notoscuchiens, qui ont une vie plus terrestre que les crocodiles actuels, étaient plus présents et prenaient plus de soin pour élever leur progéniture,.

## Paléoécologie
La formation d'Adamantina est célèbre pour la richesse de sa faune de vertébrés fossiles. Un grand nombre d'animaux vivaient avec Mariliasuchus dont de nombreux notosuchiens : Sphagesaurus, Morrinhosuchus, Adamantinasuchus, Armadillosuchus, Baurusuchus, Campinasuchus, Pissarrachampsa et Stratiotosuchus ,.

## Classification
Bronzati et ses collègues en 2012 placent Mariliasuchus à proximité du genre Comahuesuchus parmi les Notosuchia. Diego Pol et ses collègues en 2014 le positionnent également parmi les notosuchiens, mais au sein des Ziphosuchia, un clade de Notosuchia.